# Reinsfeld
Reinsfeld est une municipalité de la Verbandsgemeinde Hermeskeil, dans l'arrondissement de Trèves-Sarrebourg, en Rhénanie-Palatinat, dans l'ouest de l'Allemagne.